# Akira Nishino
Akira Nishino (Prefectura de Saitama, Japó, 7 d'abril de 1955), és un exfutbolista japonès que va disputar 12 partits amb la selecció japonesa.